# Wadim Kirpiczenko
Wadim Aleksiejewicz Kirpiczenko (ros. Вадим Алексеевич Кирпиченко; ur. 25 września 1922 w Kursku, zm. 3 grudnia 2005) – generał porucznik, funkcjonariusz radzieckich i rosyjskich służb wywiadowczych, I Zarządu Głównego Komitetu Bezpieczeństwa Państwowego i jego następcy – Służby Wywiadu Zagranicznego Federacji Rosyjskiej.

## Życiorys
Urodzony w Kursku. W 1940 roku, w wieku 18 lat, wstąpił do Armii Czerwonej i brał udział w II wojnie światowej, m.in. uczestniczył w walkach o Wiedeń. W 1952 roku ukończył studia w Instytucie Moskiewskim, gdzie studiował m.in. arabistykę. Władał biegle czterema językami: arabskim, angielskim, francuskim oraz swoim ojczystym rosyjskim.
W latach 1953–1954 pracował w moskiewskiej centrali wywiadu na Łubiance. Następnie w 1954 roku wyjechał na misję zagraniczną i do 1960 roku przebywał w Egipcie jako zastępca tamtejszego rezydenta. Po powrocie do Związku Radzieckiego w 1960 do 1962 roku, pracował w oddziale w centrali KGB. Następnie od 1962 do 1967 roku, służył w stolicy Tunezji, w tamtejszej rezydenturze I Zarządu Głównego Komitetu Bezpieczeństwa Państwowego, a po powrocie do Moskwy w 1967 roku został szefem Oddziału Afrykańskiego I Zarządu Głównego KGB. W latach 1970–1974 służył ponownie w Egipcie, tam zajmował się m.in. prowadzeniem agentów ulokowanych w bliskim otoczeniu ówczesnego prezydenta Egiptu Anwara Sadata, informując w ten sposób centralę o jego zamiarach wobec Moskwy. Następnie po powrocie do ZSRR w 1974 roku, do 1979 roku był zastępcą szefa I Zarządu Głównego KGB, generała armii Władimira Kriuczkowa, kierując działaniami Zarządu SPZG (nielegałów). Brał udział w akcji obalenia rządu Amina zaraz przed inwazją wojsk radzieckich na Afganistan. W 1979 roku został awansowany do stopnia generała porucznika i otrzymał stanowisko pierwszego zastępcy szefa PZG KGB. Sprawował to stanowisko aż do rozwiązania KGB w 1991. Po likwidacji KGB i utworzeniu Służby Wywiadu Zagranicznego, pracował tam w grupie konsultantów ds. wywiadu.